# Sherburne F. Cook
Sherburne Friend Cook va ser un fisiòleg de professió que va exercir com a professor i president del departament de fisiologia a la Universitat de Califòrnia a Berkeley. També va ser un destacat pioner en estudis de població dels pobles originaris d'Amèrica del Nord i Mesoamèrica i en els mètodes de camp i anàlisi quantitativa en l'arqueologia.
Cook va estudiar a Universitat Harvard i va servir a França durant la Primera Guerra Mundial. Va completar la seva tesi doctoral The Toxicity of the Heavy Metals in Relation to Respiration el 1925. Va ensenyar fisiologia a Berkeley des de 1928 fins a la seva jubilació el 1966.
Cook va retornar diverses vegades als problemes de l'estimació de les poblacions precolombines a Califòrnia, Mèxic i altres regions, i de traçar les raons pel seu posterior declivi. Sovint arribà a xifres més elevades per a les poblacions del pre-contacte que les d'erudits anteriors, raó per la qual el seu treball no ha escapat a la crítica dins d'aquest camp de controvèrsia (per exemple, W. Michael Mathes de 2005).

## Publicacions escollides
- The Extent and Significance of Disease among the Indians of Baja California. 1935. Ibero-Americana No. 12. University of California, Berkeley.
- The Population of Central Mexico in the Sixteenth Century. 1948. Ibero-Americana No. 31. University of California, Berkeley.
- (with Woodrow Borah) Essays in Population History. 1971-1979. 3 vols. University of California Press, Berkeley.
- The Conflict between the California Indians and White Civilization. 1976. University of California Press, Berkeley. (Reprinting six studies originally published in Ibero-Americana, 1940-1943)
- The Population of the California Indians, 1769-1970. 1976. University of California Press, Berkeley.

## Guardons
- Beca Guggenheim atorgada en 1938